# ريشارد سبروس
ريشارد سبروس (1817-1893) (بالإنجليزية: Richard Spruce)‏ هو عالم نبات بريطاني.